# Vlag van Hummelo en Keppel

Vlag van de gemeente Hummelo en Keppel
(1981-2005)

De vlag van Hummelo en Keppel is het gemeentelijk dundoek van de voormalige Gelderse gemeente Hummelo en Keppel. De vlag werd op 24 maart 1981 per raadsbesluit aangenomen. Per 1 januari 2005 is de gemeente samengegaan met Vorden, Steenderen, Zelhem en Hengelo tot de gemeente Bronckhorst, waarmee de vlag als gemeentevlag kwam te vervallen.

## Beschrijving
De beschrijving luidt:
"Wit met aan de broekzijde twee rode schelpen en daarnaast ter halver hoogte een rode schelp"
De vlag toont hetzelfde beeld als het gemeentewapen, maar met een plaatsing van de schelpen die bij een vlag gebruikelijk is.

## Verwante afbeelding

Wapen van Hummelo en Keppel

Ammerzoden 
· Angerlo 
· Batenburg 
· Beesd 
· Bemmel 
· Bergh 
· Bergharen 
· Beusichem 
· Borculo 
· Brakel 
· Didam 
· Dinxperlo 
· Dodewaard 
· Dreumel 
· Echteld 
· Eibergen 
· Elst 
· Ewijk 
· Geldermalsen 
· Gendringen 
· Gendt 
· Gorssel 
· Groenlo 
· Groesbeek 
· Hedel 
· Heerewaarden 
· Hemmen 
· Hengelo 
· Herwen en Aerdt 
· Heteren 
· Heukelum 
· Hoevelaken 
· Horssen 
· Huissen 
· Hummelo en Keppel 
· Hurwenen 
· Kerkwijk 
· Kesteren 
· Laren 
· Lichtenvoorde 
· Lienden 
· Lingewaal 
· Maurik 
· Millingen aan de Rijn 
· Neede 
· Neerijnen 
· Overasselt 
· Rijnwaarden 
· Rossum 
· Ruurlo 
· Steenderen 
· Ubbergen 
· Valburg 
· Vorden 
· Wadenoijen 
· Wamel 
· Warnsveld 
· Wehl 
· Wisch 
· Zelhem 
· Zoelen